# Lioscincus
Genre
Lioscincus est un genre de sauriens de la famille des Scincidae.

## Répartition
Les deux espèces de ce genre sont endémiques de Nouvelle-Calédonie.

## Liste des espèces
Selon The Reptile Database (29 décembre 2015) :
- Lioscincus steindachneri Bocage, 1873
- Lioscincus vivae Sadlier, Bauer, Whitaker & Smith, 2004

## Taxinomie
Ce genre a été démembré par Sadlier, Bauer, Shea & Smith en 2015.

## Publication originale
- Bocage, 1873 : Sur quelques sauriens nouveaux de la Nouvelle-Calédonie et de l’Australie. Jornal de Sciencias Mathematicas, Physicas e Naturaes, Lisboa, vol. 4, no 9, p. 228-232 (texte intégral).